# Слоуп (замок)
Слоуп (чеш. Sloup , нем. Einsiedlerstein/Bürgstein) — руины средневекового замка на высокой скале в юго-западной части деревни Слоуп, в районе Ческа-Липа в Либерецком крае, Чехия. Остатки замка и более поздние постройки на этом места охраняются как памятник культуры. От ранней крепости до наших дней сохранились лишь фрагменты стен, некоторые помещения и постройки, когда-то вырубленных непосредственно в скальной породе. Кроме того, частично сохранились бывший скит, церковь, монастырские сооружения, часовня и террасы, созданными здесь в эпоху барокко. Более позднее название скалы Айнзидлерштайн (Einsiedlerstein) также относится к этому периоду.

## История

### Древние времена
Каменный скалы использовались древними людьми как безопасное убежище ещё в период Первобытного общества. Об этом свидетельствуют археологические находки в районе замка, а так в слоях земли у подножия горы. Найденные фрагменты керамики относятся к эпохе энеолита, когда здесь в регионе обитали представители культуры сферических амфор. Позднее здесь проживали племена, относящиеся к лужицкой и Латенской культуре. Не исключено, что уже тогда на вершине скалы было построено укрепление и жилые сооружения.

### Средние века

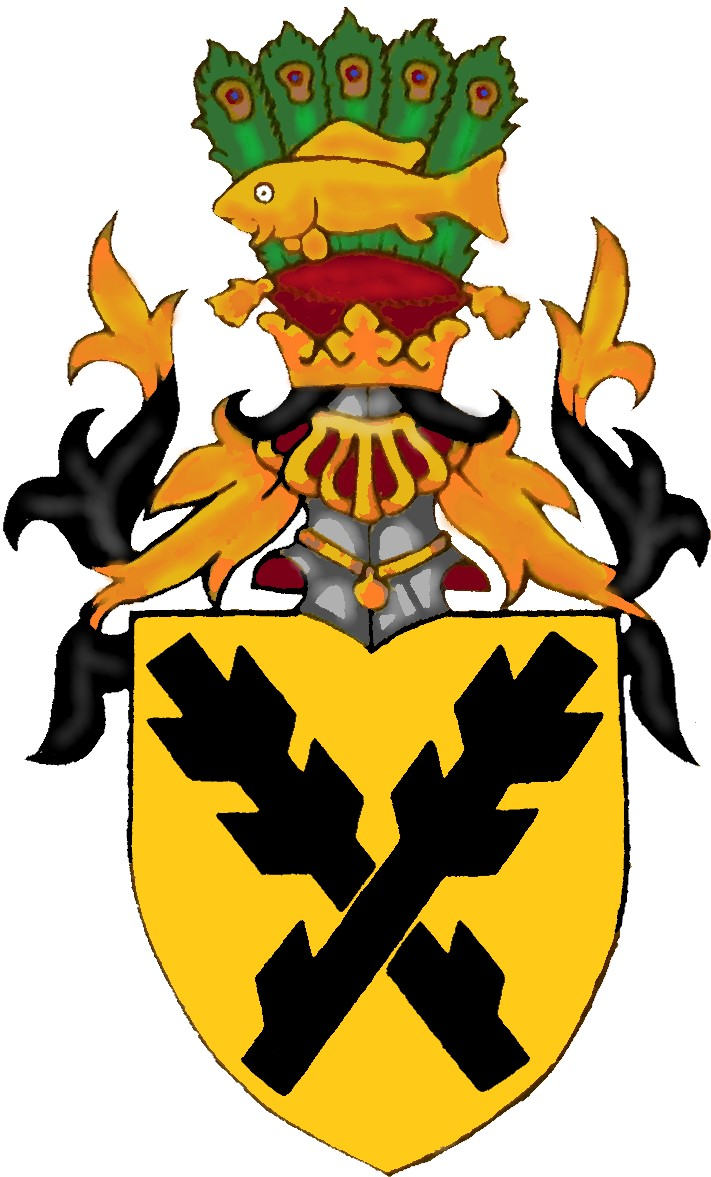
Герб рода Паны из Липы

Сам замок Слоуп, вероятно, был построен в начале XIV века представителями влиятельной дворянской семьи Роновичей. Первым известным обитателем горной крепости стал Ченек из Липы. После 1330 года замок был куплен его родственниками — семьёй Берка из Дубы. Под конец Гуситских войн в замке поселился рыцарь-разбойник Микеш (или Микулаш) из рода Панциры из Смойна (это произошло около 1427 года). Пользуясь покровительством могущественной семьи Вартенберков, он совершал из своего замка набеги на поселения региона Лужица. В 1444 году карательная лужицкая армия начала осаду Слоупа, но захватить крепость не удалось. Через год новый отряд осадил замок. Штурмовать неприступную твердыню не представлялось возможным, поэтому в итоге защитников удалось склонить к капитуляции измором. Они сдались, истратив все запасы продовольствия. Каменные укрепления на вершине были снесены, а все деревянные строения сожжены. Микеш пообещал властям Лужицы, что не будет восстанавливать замок. Но как только осаждавшие отступили, он начал заново отстраивать крепость. В течение трёх последующих лет рыцарь вновь устраивал разбойничьи экспедиции по окрестным землям. Наконец в 1455 году Микеш передал замок в управление своим сыновьям.
В начале 1471 года Слоуп выкупили представители семьи Берка из Дубы, которые не стали использовать крепость как разбойничье гнездо, а намеревались скрываться там в минуту опасности.

### XVII
В 1639 году во время Тридцатилетней войны Слоуп был захвачен и полностью разрушен шведскими войсками под командованием генерала Юхана Банера. С тех пор в прежнем виде замок больше не восстанавливался.

### Монастырь

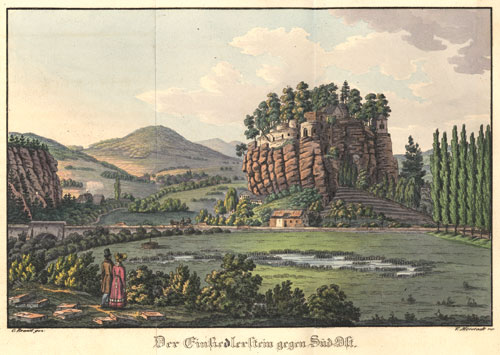
Изображение комплекса на рисунке 1831 года

В 1679 году поместье Слоуп, включая скалу с остатками замка, приобрёл граф Фердинанд Грознат фон Кокоров. Руины крепости он подарил монахам-отшельникам. В последующие годы на вершине скалы последовательно проживали шесть членов братства. Первым был строитель Константин, участвовавший в разработке проекта реконструкции замковой скалы. Другим отшельником был художник Вацлав Ринхолин, автор солнечных часов на скале. После смерти Фердинанда Грознаты в 1708 году строительные работы были остановлены. В то время на скале обосновался отшельник по имени Вацлав.
Интерьер часовни был перенесён в новую церковь Святой Екатерины Александрийской в деревне неподалёку от горы. Новым владельцем поместья Слоуп стал Штепан Вилем Олдржих. Он решил продолжить строительные работы на скале. Вскоре появились вырубленные в твёрдой породе террасы на южной и восточной сторонах комплекса.
В 1780 году поместье перешло к аристократу Филиппу Йозефу Кински. В 1785 году местный монашеский скит был официально упразднён императорским указом императора Священной Римской империи Иосифа II в рамках реформ, именуемых Иосифизм. Граф Кински превратил бывший замок в место для пикников. Здесь знатная публика, приезжающая в гости в владельцу поместья, устраивала праздники. Для удобства главный вход перенесли в юго-восточную часть скалы, где устроил небольшой парк. Среди посетителей значатся имена эрцгерцогов Франца Карла Австрийского и Стефана Франца Австрийского, а также саксонского короля Фридриха Августа I. В 1847 году в Слоупе со своими братьями побывал будущий император Франц Иосиф I.

### XX век
Семья Кинских оставалась владельцем имения до 1940 года. После смерти Августа Франтишека Кинского скит и деревня перешли к Вилему Эмануэлю Прейсингу. В 1945 году всё его имущество было конфисковано и национализировано. Скала и все сооружения на ней оказались заброшены.
В 1953 году скальное сооружение было объявлено памятником культуры. Постепенно окрестности были приведены в порядок. Для удобства туристов проложили несколько пешеходных маршрутов. Слоуп со времен превратился в популярную достопримечательность Чехословакии. Сюда стали привозить экскурсии.

### XXI век
В середине сентября 2013 года из-за эрозии часть галереи в юго-восточной части замковой скалы обрушилась. Ремонт производился весной 2014 года специализированной фирмой.

## Описание комплекса

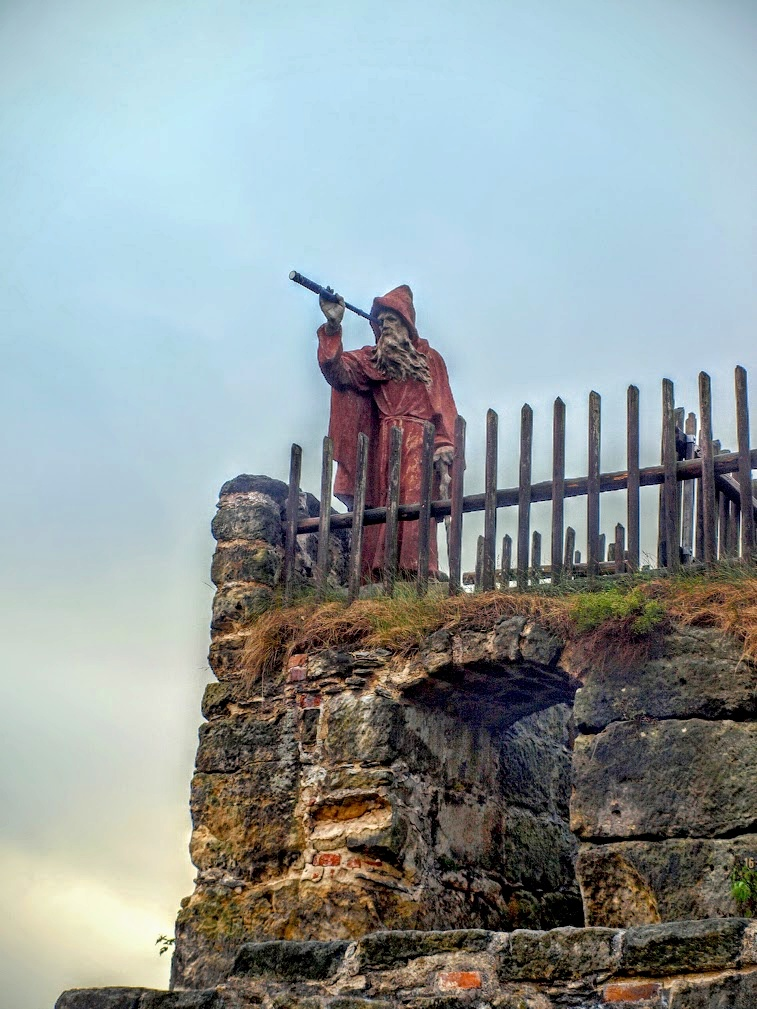
Статуя Гёрнер, Самуэль

Размер и планировка первоначального замка точно не известны. При этом очевидно, что значительная часть построек была создана из дерева, а значит исчезала со времен от пожаров или гниения. Тем не менее сохранились вырубленные в ьвёрдой породе ступени, ведущие наверх, а также несколько комнат в верхней части вершине скалы и цистерна для хранения воды. Интересны отшельнические кельи, часовня 1693 года и три искусственные пещеры (гроты).
В галерее создана статуя отшельника с биноклем в руке. Это памятник в честь местного уроженца Самуэля Гёрнера, жившего в XIX веке некоторое время в близлежащей пещере. Это копия оригинальной деревянной статуи, разрушенной пруссаками в 1866 году. В гротах находились скульптуры, созданные в 1719–1726 годах. Эту коллекцию собирал Карел Кински.
С верхних площадок замка открывается захватывающий вид на окрестности. Хорошо видны деревни Слоуп и Янов, город Новый Бор и Лужицкие горы.

## Современное состояние
В настоящее время вокруг замка проходит велосипедный маршрут и два пешеходных маршрута. Вход в верхнюю часть комплекса платный. Сезон посещения — с апреля по октябрь. В другое время можно подняться на скалу только по договорённости с администратором замка. Каждый год в определённом месяце субботними вечерами в замке проходят камерные концерты при свечах.
В 2017 году комплекс посетили более 45 тысяч туристов.

## В массовой культуре
Романтические виды скального замка и скита использовались при съемках ряда фильмов и сериалов. 
- Фильм «С чёртом шутки плохи[чеш.]» (1984).
- Фильм-сказка «Аничкины лесные орехи» (1993).
- Сериал «Исторические миниатюры и диковинки[чеш.]».
- Сериал «Пилигрим» (2013).

## Галерея

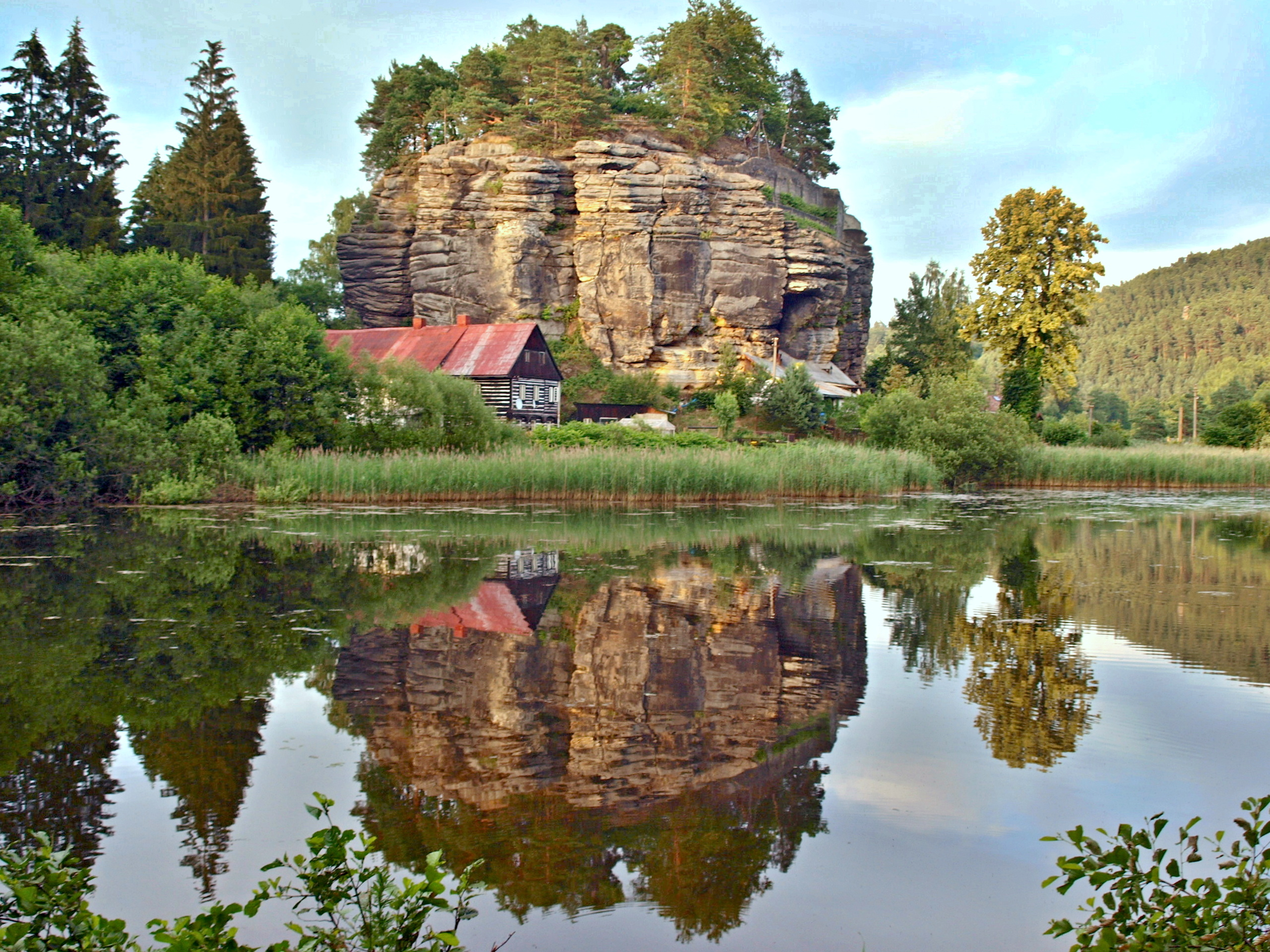
Общий вид замковой скалы
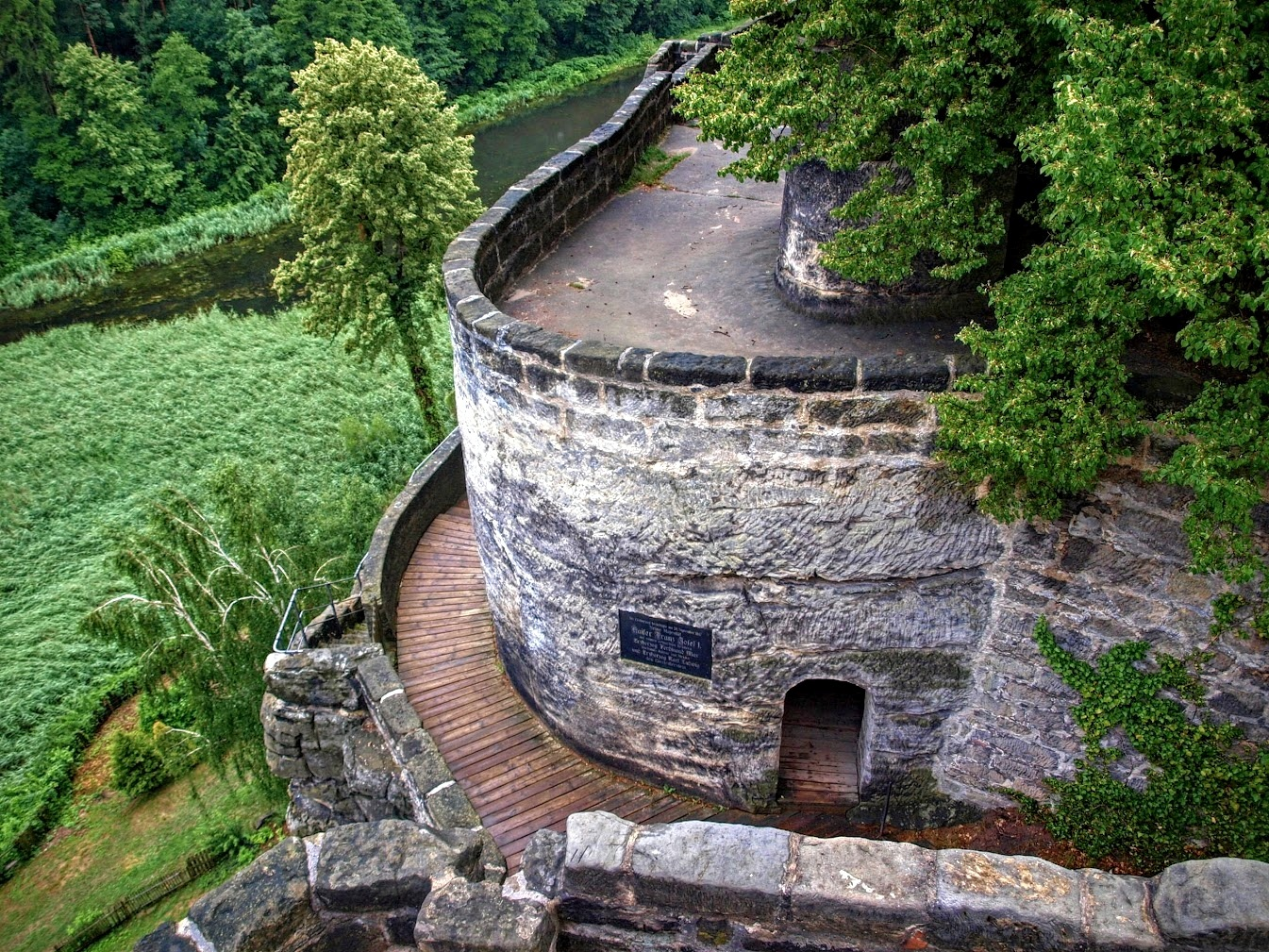
Лестница, ведущая наверх
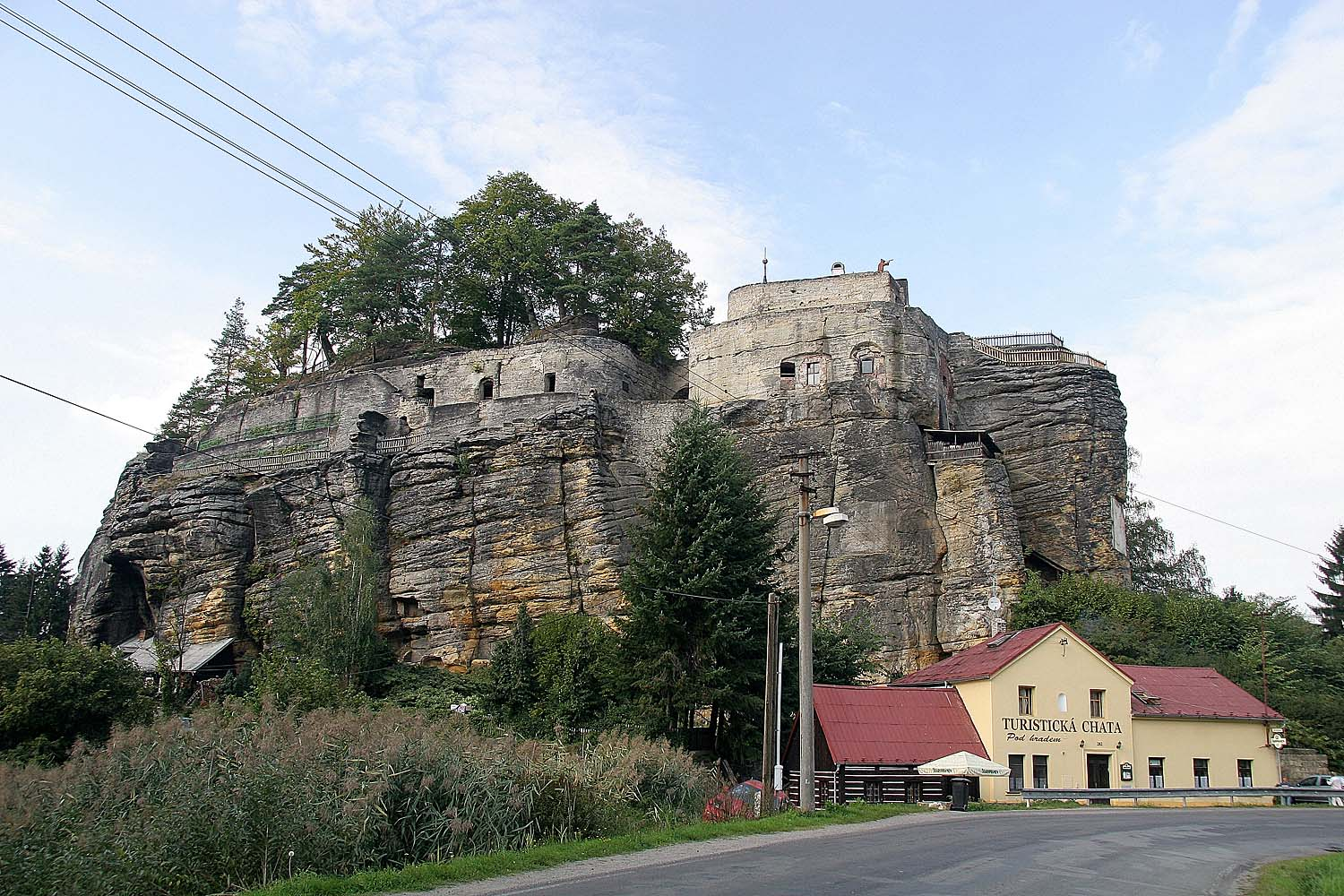
Вид замковой скалы снизу
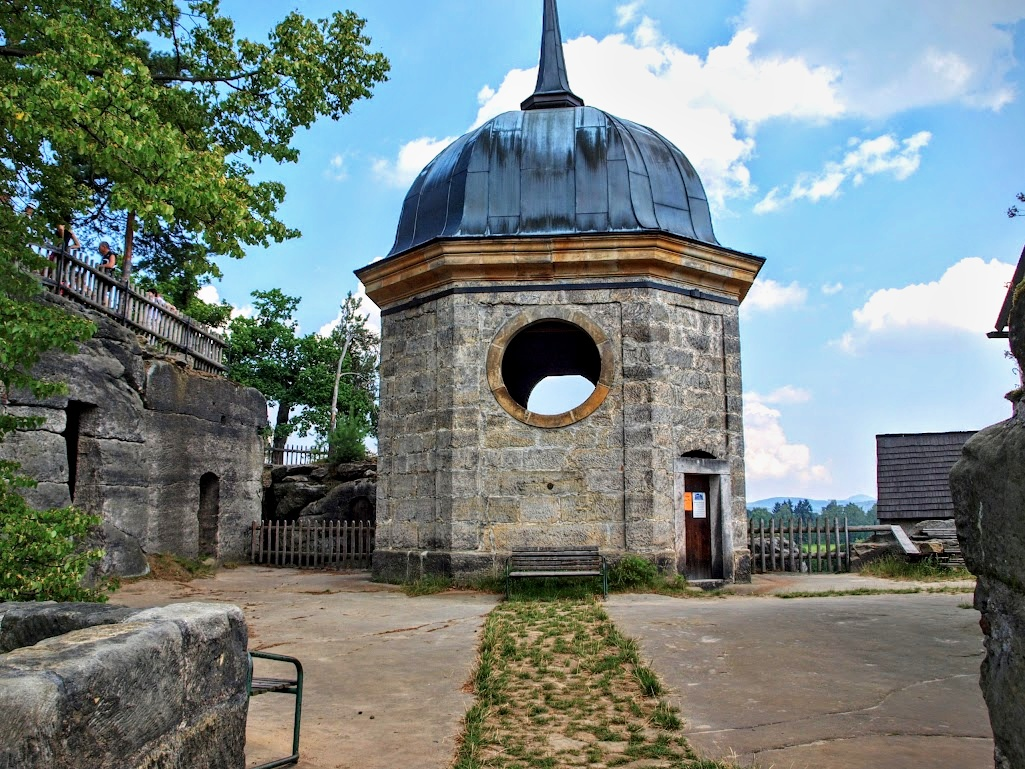
Замковая часовня
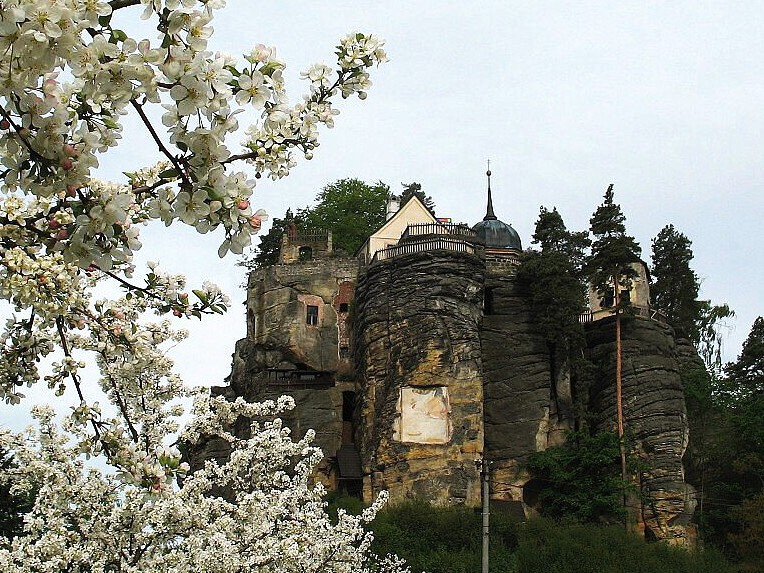
Вид замка с восточной стороны